# Ace Bailey
Pour les articles homonymes, voir Bailey.
Temple de la renommée : 1975
Irvine Wallace Bailey, surnommé Ace Bailey, (né le 3 juillet 1903 à Bracebridge en Ontario au Canada — mort le 7 avril 1992) est un joueur canadien de hockey sur glace. Il joue toute sa carrière en tant que professionnel dans la Ligue nationale de hockey avec les Maple Leafs de Toronto entre 1926 et 1933 remportant la Coupe Stanley en 1932. Sa carrière prend fin à la suite de blessures à la tête récoltées contre les Bruins de Boston. Il a été élu au Temple de la renommée du hockey en 1975. Après la fin de sa carrière et quasiment jusqu'au jour de sa mort, il occupe un rôle dans l'organisation des Maple Leafs.

## Biographie

### Début de carrière
Natif de Bracebridge, Bailey rejoint en 1922 la grande ville voisine de Toronto et joue alors dans l'Association de hockey de l'Ontario junior — aujourd'hui Ligue de hockey de l'Ontario — avec les St. Mary's de Toronto. Il joue ainsi deux saisons dans l'association junior avant de rejoindre l'équipe amateur senior de Peterborough. L'équipe perd en finale de la Coupe Allan en 1926 contre les Bearcats de Port Arthur, champions en titre de la compétition. Le 3 novembre 1926, Bailey signe un contrat en tant qu'agent libre avec l'équipe de la Ligue nationale de hockey des Saint-Patricks.

### Carrière dans la LNH

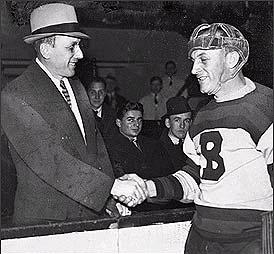
Bailey (à gauche) et Eddie Shore en 1934.

Lors de sa première saison dans la LNH, il finit sixième meilleur pointeur de la saison avec un total de 28 points décomposés en quinze buts et treize passes décisives. Cette bonne performance personnelle ne suffit pas à sauver son équipe alors que Toronto termine à la huitième place de la LNH, la dernière de la division Canadienne et manque ainsi les séries éliminatoires pour une deuxième saison consécutive. La saison de Toronto est tumultueuse puisque l'équipe change à trois reprises d'entraîneurs : Charles Querrie, Mike Rodden puis Alex Romeril se succèdent derrière le banc de l'équipe qui connaît une fiche de quinze victoires, vingt-quatre défaites et cinq matchs nuls. L'équipe change également de propriétaire puisque Querrie, entraîneur-propriétaire de l'équipe, perd son procès contre Eddie Livingstone, figure emblématique du monde du hockey de Toronto. Il met donc l'équipe à vendre et un groupe financier mené par Conn Smythe rachète l'équipe pour 160 000 $.
Il devient une vedette au cours des huit saisons qu'il passe avec les Maple Leafs de Toronto de 1926 à 1933. Il est le meilleur buteur de la Ligue nationale de hockey durant la saison 1928-1929 avec 22 buts et 32 points en 44 matches. En carrière, il totalise un total de  111 buts et 82 aides en 313 matches.
Sa carrière s'arrête le 12 décembre 1933 à la suite d'une charge de Eddie Shore des Bruins de Boston qui lui fait heurter violemment la glace avec la tête. À la suite de cette charge, Shore reçoit seize matchs de suspension.

## Le Match des étoiles pour Bailey

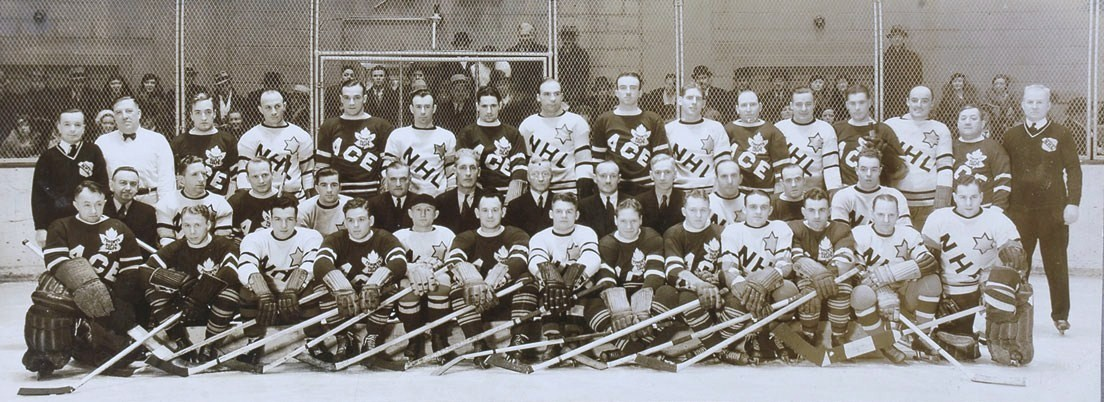
Les joueurs du match pour Ace Bailey

Le 14 février 1934, le premier Match des étoiles de la LNH est organisé en l'honneur de Bailey même si celui-ci ne porte pas le nom de Match des étoiles. Le match pour Ace Bailey est proposé par Walter Gilhooley et devient concret lors d'une rencontre avec les dirigeants de la ligue de l'époque.
Le match en lui-même oppose une sélection des meilleurs joueurs de la LNH aux Maple Leafs avec une victoire à la clé pour les Leafs, 7 buts à 3. Un des moments clés de la soirée est le moment où Bailey remet à Shore son maillot des All-Star, prouvant ainsi qu'il ne garde aucune rancœur face à Shore.

### Composition
| Numéro | Position   | Nom               | Équipe                 |
| ------ | ---------- | ----------------- | ---------------------- |
| 14     | AD         | Aurie, Larry      | Red Wings de Détroit   |
| 7      | D          | Conacher, Lionel  | Black Hawks de Chicago |
| 15     | AD         | Cook, Bill        | Rangers de New York    |
| 12     | D          | Dutton, Red       | Americans de New York  |
| 3      | AD         | Finnigan, Frank   | Sénateurs d'Ottawa     |
| 1      | G          | Gardiner, Charlie | Black Hawks de Chicago |
| 11     | C          | Himes, Normie     | Americans de New York  |
| 6      | D          | Johnson, Ching    | Rangers de New York    |
| 4      | AG         | Joliat, Aurèle    | Canadiens de Montréal  |
| 5      | AG         | Lewis, Herbie     | Red Wings de Détroit   |
| 16     | C          | Morenz, Howie     | Canadiens de Montréal  |
| 17     | D          | Shields, Allan    | Sénateurs d'Ottawa     |
| 2      | D          | Shore, Eddie      | Bruins de Boston       |
| 10     | C          | Smith, Hooley     | Maroons de Montréal    |
| 9      | C          | Stewart, Nels     | Bruins de Boston       |
| 18     | AD         | Ward, Jimmy       | Maroons de Montréal    |
| -      | Entraîneur | Lester Patrick    | Rangers de New York    |

| Numéro | Position   | Nom                |
| ------ | ---------- | ------------------ |
| 5      | C          | Blair, Andy        |
| 17     | AG         | Boll, Buzz         |
| 7      | D          | Clancy, King       |
| 9      | AD         | Conacher, Charlie  |
| 8      | AG         | Cotton, Baldy      |
| 4      | D          | Day, Hap           |
| 15     | AD         | Doraty, Ken        |
| 1      | G          | Hainsworth, George |
| 2      | D          | Horner, Red        |
| 11     | AG         | Jackson, Harvey    |
| 12     | AG         | Kilrea, Hec        |
| 3      | D          | Levinsky, Alex     |
| 10     | C          | Primeau, Joe       |
| 16     | AD         | Sands, Charlie     |
| 14     | C          | Thoms, Bill        |
| -      | Entraîneur | Dick Irvin         |

### Feuille de match
| 14 février 1934 | Maple Leafs de Toronto | 7-3 (2–1, 2–2, 3–0) | Sélection de la LNH | Maple Leaf Gardens 14 000 spectateurs |

| Feuille de match | Feuille de match | Feuille de match                        | Feuille de match                                                                    | Feuille de match                       |
| ---------------- | --- | --------------------------------------- | ----------------------------------------------------------------------------------- | -------------------------------------- |
|                  | Cotton (Blair - Doraty) — 04:00 Jackson (Kilrea - Primeau) — 07:11 — Jackson (Thoms) — 21:33 — Day — 31:13 Kilrea (Jackson) — 44:05 Doraty (Blair) — 58:26 Blair — 58:41 | 1–0 2–0 2–1 3–1 3–2 3–3 4–3 5–3 6–3 7–3 | — — 14:15 — Stewart (Ward) — 28:24 — Morenz (Joliat) 29:15 — Finnigan (Stewart) — — | Arbitrage : Bobby Howitson Mike Rodden |
| Hainsworth       | Gardiens | Gardiner                                |                                                                                     | Arbitrage : Bobby Howitson Mike Rodden |
| 0 min            | Pénalités | 0 min                                   |                                                                                     | Arbitrage : Bobby Howitson Mike Rodden |
|                  | |                                         |                                                                                     | Arbitrage : Bobby Howitson Mike Rodden |

## Statistiques
| Saison      | Équipe                   | Ligue       |     | Saison régulière | Saison régulière | Saison régulière | Saison régulière | Saison régulière |    | Séries éliminatoires | Séries éliminatoires | Séries éliminatoires | Séries éliminatoires | Séries éliminatoires |
| Saison      | Équipe                   | Ligue       | PJ  | B                | A                | Pts              | Pun              | PJ               | B  | A                    | Pts                  | Pun                  |                      |                      |
| 1918 à 1922 | Bird Mill de Bracebridge | AHO Jr.     |     |                  |                  |                  |                  |                  |    |                      |                      |                      |                      |                      |
| 1922-1923   | St. Mary's de Toronto    | AHO Jr.     | 4   | 2                | 1                | 3                | —                | 4                | 2  | 1                    | 3                    | —                    |                      |                      |
| 1923-1924   | St. Mary's de Toronto    | AHO Jr.     | 8   | 10               | 0                | 10               | —                | --               | -- | --                   | --                   | --                   |                      |                      |
| 1924-1925   | Seniors de Peterborough  | AHO Sr.     | 8   | 5                | 0                | 5                | —                | 2                | 3  | 0                    | 3                    | 2                    |                      |                      |
| 1925-1926   | Seniors de Peterborough  | AHO Sr.     | 9   | 9                | 2                | 11               | 2                | 2                | 2  | 1                    | 3                    | —                    |                      |                      |
| 1925-1926   | Seniors de Peterborough  | Coupe Allan |     |                  |                  |                  |                  | 6                | 2  | 2                    | 4                    | —                    |                      |                      |
| 1926-1927   | Maple Leafs de Toronto   | LNH         | 42  | 15               | 13               | 28               | 82               | --               | -- | --                   | --                   | --                   |                      |                      |
| 1927-1928   | Maple Leafs de Toronto   | LNH         | 43  | 9                | 3                | 12               | 72               | --               | -- | --                   | --                   | --                   |                      |                      |
| 1928-1929   | Maple Leafs de Toronto   | LNH         | 44  | 22               | 10               | 32               | 78               | 4                | 1  | 2                    | 3                    | 4                    |                      |                      |
| 1929-1930   | Maple Leafs de Toronto   | LNH         | 43  | 22               | 21               | 43               | 69               | --               | -- | --                   | --                   | --                   |                      |                      |
| 1930-1931   | Maple Leafs de Toronto   | LNH         | 40  | 23               | 19               | 42               | 46               | 2                | 1  | 1                    | 2                    | 0                    |                      |                      |
| 1931-1932   | Maple Leafs de Toronto   | LNH         | 41  | 8                | 5                | 13               | 62               | 7                | 1  | 0                    | 1                    | 4                    |                      |                      |
| 1932-1933   | Maple Leafs de Toronto   | LNH         | 47  | 10               | 8                | 18               | 52               | 8                | 0  | 1                    | 1                    | 4                    |                      |                      |
| 1933-1934   | Maple Leafs de Toronto   | LNH         | 13  | 2                | 3                | 5                | 11               | --               | -- | --                   | --                   | --                   |                      |                      |
| Totaux LNH  | Totaux LNH               | Totaux LNH  | 313 | 111              | 82               | 193              | 472              | 21               | 3  | 4                    | 7                    | 12                   |                      |                      |